# Élections européennes de 2019 en Bulgarie
Les élections européennes de 2019 en Bulgarie sont les élections des députés de la neuvième législature du Parlement européen, qui se déroulent du 23 mai au 26 mai 2019 dans tous les États membres de l'Union européenne, dont la Bulgarie où elles auront lieu le 26 mai 2019 pour élire les 17 sièges alloués au pays.

## Mode de scrutin
Les dix-sept eurodéputés bulgares sont élus au scrutin proportionnel de liste, la répartition des sièges ayant lieu selon la méthode du plus fort reste. Cependant l'allocation des sièges est limitée aux partis, coalitions et candidats indépendants ayant atteint au minimum le quota électoral, défini à 5 % depuis les élections de 2014.
Lors de ces élections, peuvent voter :
- Les citoyens bulgares âgés de 18 ans et plus le jour du scrutin, et ayant résidé en Bulgarie ou dans un autre État de l'UE, au minimum trois mois avant les élections.
- Les ressortissants de l'UE âgé de 18 ans et plus le jour du scrutin, jouissant d'un droit de séjour en Bulgarie, et ayant résidé en Bulgarie ou dans un autre État de l'UE, au minimum trois mois avant les élections. Ceux-ci doivent avoir exprimé à l'avance, par une déclaration écrite, leur volonté de voter en Bulgarie[2].

Lors de ces élections, peuvent être élus :
- Les citoyens bulgares âgés de 21 ans et plus le jour du scrutin, et ayant résidé en Bulgarie ou dans un autre État de l'UE, au minimum six mois avant les élections.
- Les ressortissants de l'UE âgé de 18 ans et plus le jour du scrutin, jouissant d'un droit de séjour en Bulgarie, et ayant résidé en Bulgarie ou dans un autre État de l'UE, au minimum six mois avant les élections. Ceux-ci doivent avoir exprimé à l'avance, par une déclaration écrite, leur volonté d'être candidat en Bulgarie[3].

## Contexte
Au niveau européen, le scrutin intervient dans un contexte inédit. La mandature 2014-2019 a en effet vu intervenir plusieurs événements susceptibles d'influer durablement sur la situation politique européenne, comme le référendum sur l'appartenance du Royaume-Uni à l'Union européenne en 2016, l'arrivée ou la reconduction au pouvoir dans plusieurs pays de gouvernements eurosceptiques et populistes (en Hongrie en 2014, en Pologne en 2015, en Autriche en 2017 et en Italie en 2018) et l'adoption de l'Accord de Paris sur le climat en 2015. Les élections interviennent alors que la Commission européenne est présidée depuis 15 ans par le Parti populaire européen (PPE) ; la Commission sortante, présidée par Jean-Claude Juncker, rassemble des membres du PPE, de l'Alliance des libéraux et des démocrates pour l'Europe et du Parti socialiste européen.
En Bulgarie, les élections européennes ont lieu près de deux ans après les élections législatives anticipées qui s'étaient traduites par le retour au pouvoir de l'ancien premier ministre conservateur Boïko Borissov à la tête d'un gouvernement soutenu par une coalition formée par les Citoyens pour le développement européen de la Bulgarie (GERB) et les Patriotes unis (OP).

## Campagne

### Partis et candidats
| Parti politique | Parti politique                                                                                  | Positionnement et idéologie                                                             | Tête de liste    | Parti européen | Députés sortants | Députés sortants |
| Parti politique | Parti politique                                                                                  | Positionnement et idéologie                                                             | Tête de liste    | Parti européen | Nombre           | Groupe politique |
| --------------- | ------------------------------------------------------------------------------------------------ | --------------------------------------------------------------------------------------- | ---------------- | -------------- | ---------------- | ---------------- |
|                 | Citoyens pour le développement européen de la Bulgarie GERB                                      | Centre droit Démocratie chrétienne, conservatisme, europhilie                           |                  | PPE            | 6 / 17           | PPE              |
|                 | Mouvement des droits et des libertés DPS                                                         | Centre Social-libéralisme                                                               |                  | ALDE           | 4 / 17           | ADLE             |
|                 | Coalition pour la Bulgarie Parti socialiste bulgare (BSP) Parti communiste de Bulgarie           | Centre gauche à gauche Social-démocratie, europhilie, russophilie                       |                  | PSE            | 4 / 17           | S&D              |
|                 | VMRO - Mouvement national bulgare VMRO-BND                                                       | Droite Nationalisme, national-conservatisme, populisme de droite, euroscepticisme       | Angel Dzhambazki |                | 1 / 17           | CRE              |
|                 | Recharger la Bulgarie                                                                            | Droite Conservatisme, populisme, euroscepticisme                                        |                  | ACRE           | 1 / 17           | CRE              |
|                 | Bulgarie démocratique Démocrates pour une Bulgarie forte (DSB) Les Verts Oui, Bulgarie !         | Centre droit Conservatisme, libéralisme, écologie politique, europhilie                 |                  |                | 1 / 17           | PPE              |
|                 | Coalition Volia Volya Union agraire Alexandre Stamboliyski Parti national « Liberté et Dignité » | Droite à extrême droite Nationalisme, populisme de droite, russophilie, euroscepticisme |                  | MENL           | 0 / 17           |                  |

### Déroulement de la campagne
La campagne électorale est marquée par un scandale de corruption qui éclate en mars 2019 et qui touche d'importantes personnalités au sein du gouvernement ainsi que du GERB, le parti majoritaire. En effet, le journal d'investigation Bivol.bg, en partenariat avec Radio Free Europe et l'ONG « Fond anti corruption » révèle en effet que Tsvetan Tsvetanov, considéré comme le bras droit du Premier ministre Boïko Borissov, a acheté un appartement de haut luxe à un prix bradé de plus d'un quart de sa valeur réelle. Des soupçons de corruption prennent rapidement forme, tandis que le scandale s'étend à plusieurs membres du GERB, dont les ministres de la Justice, du Sport, de l’Énergie et de la Culture. Le scandale est un coup dur pour le gouvernement de Borissov, dont la perception devient entachée d'une aura de corruption généralisée. La popularité du parti au pouvoir chute à 13 %, et celle du Premier ministre à 28 %.
Par ailleurs, les partis membres de l'alliance de droite radicale Patriotes unis (VMRO - Mouvement national bulgare, Ataka et le Front national pour le salut de la Bulgarie), faisant partie de la coalition au pouvoir, font le choix de ne pas s'unir dans le cadre de ces élections,.
La campagne électorale débute officiellement le 26 avril 2019 avec un total de vingt-sept listes enregistrées.

### Sondages
| Sondeur                                                    | Date                | ABV    | BSP     | DPS     | BD    | GERB    | BR     | Ren.  | Volya | VMRO    | NFSB   | Ataka  | Autres |
| ---------------------------------------------------------- | ------------------- | ------ | ------- | ------- | ----- | ------- | ------ | ----- | ----- | ------- | ------ | ------ | ------ |
| Sondeur                                                    | Date                |        |         |         |       |         |        |       |       |         |        |        |        |
| Alpha Research                                             | 22 mai 2019         | 3,2 %  | 26,6 %  | 13,9 %  | 4,2 % | 31,1%   | –      | –     | 4,9 % | 6,0 %   | 2,0 %  | 2,0 %  | 6,1 %  |
| Exacta                                                     | 22 mai 2019         | 1,8 %  | 27,3 %  | 13,3 %  | 4,3 % | 32,4 %  | –      | –     | 4,5 % | 6,5 %   | 2,0 %  | 2,0 %  | 5,9 %  |
| Médiane                                                    | 21 mai 2019         | –      | 29,8 %  | 11,4 %  | 2,6 % | 31,1 %  | –      | –     | 5,1 % | 5,6 %   | 2,6 %  | 3,5 %  | 4,7 %  |
| MarketLinks                                                | 19 mai 2019         | 1,4 %  | 31,4 %  | 7,9 %   | 5,4 % | 33,8 %  | –      | 2,4 % | 3,3 % | 6,6 %   | –      | –      | 7,9 %  |
| Trend                                                      | 17 mai 2019         | 2,4 %  | 30,4 %  | 12,8 %  | 4,2 % | 31,5 %  | –      | 1,3 % | 4,8 % | 5,8 %   | 1,3 %  | 2,0 %  | 4,8 %  |
| Sova Harris                                                | 13 mai 2019         | 1,5 %  | 33,5 %  | 13,7 %  | 2,1 % | 34,4 %  | –      | –     | 4,7 % | 4,4 %   | –      | 3,8 %  | 1,9 %  |
| Specter                                                    | 29 avril-4 mai 2019 | 2,7 %  | 33,2 %  | 8,5 %   | 4,2 % | 32,5 %  | –      | –     | 4,0 % | 4,2 %   | 1,9 %  | 1,2 %  | 7,6 %  |
| Alpha Research                                             | 20-30 avril 2019    | 1,2 %  | 32,7 %  | 9,3 %   | 4,5 % | 32,2 %  | –      | –     | 1,7 % | 6,0 %   | 1,7 %  | 1,2 %  | 9,5 %  |
| Début de la campagne électorale officielle (26 avril 2019) |                     |        |         |         |       |         |        |       |       |         |        |        |        |
| MarketLinks                                                | 25 avril 2019       | –      | 35,9 %  | 7,0 %   | 5,3 % | 35,4 %  | –      | –     | 1,9 % | 5,7 %   | –      | –      | 8,8 %  |
| Gallup International                                       | 19 avril 2019       | 1,5 %  | 32,1 %  | 11,1 %  | 4,5 % | 31,0 %  | –      | 1,0 % | 3,5 % | 5,0 %   | 1,4 %  | 1,9 %  | 7,1 %  |
| Trend                                                      | 19 avril 2019       | –      | 31,3 %  | 12,7 %  | 4,3 % | 30,5 %  | –      | 1,3 % | 3,6 % | 5,5 %   | 1,3 %  | 2,0 %  | 7,5 %  |
| Médiane                                                    | 11 avril 2019       | 3,1 %  | 32,1 %  | 9,5 %   | 2,9 % | 31,5 %  | –      | 1,1 % | 4,9 % | 4,4 %   | 2,1 %  | 3,8 %  | 4,6 %  |
| Alpha Research                                             | 22-26 mars 2019     | 1,2 %  | 33,4 %  | 10,6 %  | 5,1 % | 33,9 %  | –      | 1,0 % | 1,9 % | 4,1 %   | 2,2 %  | 2,1 %  | 4,5 %  |
| Trend                                                      | 6-13 mars 2019      | –      | 30,4 %  | 12,1 %  | 4,4 % | 33,6 %  | –      | –     | 3,2 % | 4,4 %   | 1,7 %  | 2,3 %  | 7,9 %  |
| Élections de 2014                                          | 25 mai 2014         | 4,02 % | 18,93 % | 17,27 % | /     | 30,40 % | 6,45 % | /     | /     | 10,66 % | 3,05 % | 2,96 % | 6,26 % |

## Résultats
| Parti ou coalition       | Parti ou coalition                                                             | Voix      | %     | +/-  | Sièges | +/-           | Groupe | Groupe |
| ------------------------ | ------------------------------------------------------------------------------ | --------- | ----- | ---- | ------ | ------------- | ------ | ------ |
|                          | Citoyens pour le développement européen de la Bulgarie (GERB)                  | 607 194   | 31,13 | 0,73 | 6      | en stagnation | PPE    |        |
|                          | Coalition pour la Bulgarie (KB)                                                | 474 160   | 24,53 | 5,60 | 5      | 1             | S&D    |        |
|                          | Mouvement des droits et des libertés (DPS)                                     | 323 510   | 16,05 | 1,22 | 3      | 1             | RE     |        |
|                          | VMRO - Mouvement national bulgare (VMRO-BND)                                   | 143 830   | 7,14  | Nv.  | 2      | 1             | CRE    |        |
|                          | Bulgarie démocratique (BD)                                                     | 118 484   | 5,88  | Nv.  | 1      | en stagnation | PPE    |        |
|                          | Coalition Volya                                                                | 70 830    | 3,62  | Nv.  | 0      | en stagnation |        |        |
|                          | Front national pour le salut de la Bulgarie (NFSB)                             | 22 421    | 1,11  | 1,94 | 0      | en stagnation |        |        |
|                          | Mouvement national pour la stabilité et le progrès - Temps nouveaux (MNS - NV) | 21 315    | 1,06  | Nv.  | 0      | en stagnation |        |        |
|                          | Union nationale Attaque (Ataka)                                                | 20 906    | 1,04  | 1,92 | 0      | en stagnation |        |        |
|                          | Renaissance                                                                    | 20 319    | 1,01  | Nv.  | 0      | en stagnation |        |        |
|                          | Alternative pour la renaissance bulgare (ABV)                                  | 16 759    | 0,83  | Nv.  | 0      | en stagnation |        |        |
|                          | Indépendants                                                                   | 73 317    | 3,64  |      | 0      | en stagnation |        |        |
|                          | Autres                                                                         | 34 116    | 1,69  |      | 0      | en stagnation |        |        |
|                          | « Aucun de ceux-là »                                                           | 61 029    | 3,03  |      | 0      | en stagnation |        |        |
|                          |                                                                                |           |       |      |        |               |        |        |
| Votes valides            | Votes valides                                                                  | 2 015 341 | 96,2  |      |        |               |        |        |
| Votes blancs et nuls     | Votes blancs et nuls                                                           | 80 238    | 3,8   |      |        |               |        |        |
| Total                    | Total                                                                          | 2 095 561 | 100   | -    | 17     | en stagnation | -      |        |
| Abstentions              | Abstentions                                                                    | 4 283 133 | 67,15 |      |        |               |        |        |
| Inscrits / Participation | Inscrits / Participation                                                       | 6 378 694 | 32,85 |      |        |               |        |        |